# Parto da qui
Albums de Valerio Scanu
Per tutte le volte che…
(19 février 2009) Così diverso
(20 mars 2012)
Singles
1. Mio
Sortie : 15 octobre 2010
2. L'Amore cambia
Sortie : 14 janvier 2011
3. Due Stelle
Sortie : 15 avril 2011

Parto da qui est le troisième album studio du chanteur italien Valerio Scanu, publié le 9 novembre 2010 au label EMI Music Italia et annoncé par le single Mio. L'album atteint la deuxième du Classement FIMI Artisti en Italie. Dès le 26 octobre 2010, il entre en prévente sur iTunes. Valerio collabore comme auteur du texte de la chanson Parto da qui écrite avec Mario Cianchi et Claudio Guidetti.
Le deuxième single de l'album est L'amore cambia, à la radio à partir du 14 janvier.

## Éditions spéciales
Outre la publication de l'album, il y a eu aussi celle de l'édition limitée, contenant un DVD avec quelques chansons live enregistrées en studio (Sentimento, Everything I Do di Bryan Adams, Cambiare d'Alex Baroni et Always de Bon Jovi), le vidéoclip inédit de la chanson Così distante, une interview faite à Valerio qui explique le projet de l'album Parto da qui, une galerie photo et une vidéo avec des archives de la tournée commentées par les fans,.
Le 19 avril 2011 la Tour Edition, qui contient le single Due stelle (version italienne de la chanson Chances de Valerio en langue anglaise ) est publiée, accompagné d'un DVD avec quelques vidéos du concert live Love Show de Milan retransmis le 14 février 2011 dans 100 cinémas italiens en simultanée dans la même soirée,.
La meilleure position de cette version a été la septième, dans le Classement FIMI Artisti en Italie et le premier juillet de la même année il a été certifié disque d'or.

## Textes et Auteurs
| N° | Titres des chansons          | Auteurs                                                                                | Durée |
| -- | ---------------------------- | -------------------------------------------------------------------------------------- | ----- |
| 1  | Libero                       | Luca Mattioni, Mario Cianchi                                                           | 3:14  |
| 2  | L'Amore cambia               | Alessandro Gaydou                                                                      | 3:24  |
| 3  | Mio                          | Luca Mattioni, Mario Cianchi                                                           | 4:00  |
| 4  | Non c'è più                  | Lucio Avitabile, Fabio Barnaba                                                         | 3:44  |
| 5  | Ci credo ancora              | Luca Mattioni, Mario Cianchi                                                           | 3:55  |
| 6  | Aria colorata                | Luca Mattioni, Mario Cianchi                                                           | 4:23  |
| 7  | Chances                      | Bregje Sanne Lacourt, I G Niels Hahn                                                   | 4:15  |
| 8  | Il cuore non mente mai       | Luca Angelosanti, Saverio Grandi, Saverio Grandi, Francesco Morettini, Emiliano Cecere | 3:14  |
| 9  | La mia coperta sul cuore     | Luca Paolo Chiaravalli, Luca Paolo Chiaravalli, Massimiliano Zanotti                   | 4:07  |
| 10 | If I Was Made for You        | Kirsten Symonds, Jim Duguid, Terence Maxwell Ronald                                    | 3:47  |
| 11 | Parto da qui                 | Valerio Scanu, Mario Cianchi, Claudio Guidetti                                         | 3:39  |
| 12 | L'Assoluto (bonus en Itunes) | Saverio Grandi, Emiliano Cecere                                                        | 3:48  |

DVD qui complète la Limitated Edition
| N° | Titres des chansons           | Auteurs des cover | Type de contenu                | Autre matériel                           |
| -- | ----------------------------- | ----------------- | ------------------------------ | ---------------------------------------- |
| 1  | Sentimento (Valerio Scanu)    |                   | Live in studio (piano et voix) |                                          |
| 2  | Everything I Do               | Brian Adams       | Live in studio (piano et voix) |                                          |
| 3  | Cambiare                      | Alex Baroni       | Live in studio (piano et voix) |                                          |
| 4  | Always                        | Bon Jovi          | Live in studio (piano et voix) |                                          |
| 5  | Così distante (Valerio Scanu) |                   | Vidéoclip inédit               |                                          |
| 6  |                               |                   |                                | Interview faite à Valerio Scanu          |
| 7  |                               |                   |                                | Photogallerie                            |
| 8  |                               |                   |                                | Journal vidéo du tour écrit par les fans |

### Tour Edition
| N° | Titres des chansons                                  | Auteurs                                                                                | Durée |
| -- | ---------------------------------------------------- | -------------------------------------------------------------------------------------- | ----- |
| 1  | Due Stelle                                           | Luca Mattioni, Mario Cianchi                                                           | 3:57  |
| 2  | Libero                                               | Luca Mattioni, Mario Cianchi                                                           | 3:14  |
| 3  | L'Amore cambia                                       | Alessandro Gaydou                                                                      | 3:24  |
| 4  | Mio                                                  | Luca Mattioni, Mario Cianchi                                                           | 4:00  |
| 5  | Non c'è più                                          | Lucio Avitabile, Fabio Barnaba                                                         | 3:44  |
| 6  | Ci credo ancora                                      | Luca Mattioni, Mario Cianchi                                                           | 3:55  |
| 7  | Aria colorata                                        | Luca Mattioni, Mario Cianchi                                                           | 4:23  |
| 8  | Chances                                              | Bregje Sanne Lacourt, I G Niels Hahn                                                   | 4:15  |
| 9  | Il cuore non mente mai                               | Luca Angelosanti, Saverio Grandi, Saverio Grandi, Francesco Morettini, Emiliano Cecere | 3:14  |
| 10 | La mia coperta sul cuore                             | Luca Paolo Chiaravalli. Luca Paolo Chiaravalli, Massimiliano Zanotti                   | 4:07  |
| 11 | If I Was Made for You                                | Kirsten Symonds, Jim Duguid, Terence Maxwell Ronald                                    | 3:47  |
| 12 | Parto da qui                                         | Valerio Scanu, Mario Cianchi, Claudio Guidetti                                         | 3:39  |
| 13 | Aria colorata (Love Show) (Bonus Itunes)             | Luca Mattioni, Mario Cianchi                                                           | 4:31  |
| 14 | Non c'è più (Love Show) (Bonus Itunes)               | Lucio Avitabile, Fabio Barnaba                                                         | 4:15  |
| 15 | Mio (Love Show) (Bonus Itunes)                       | Luca Mattioni, Mario Cianchi                                                           | 4:13  |
| 16 | L'amore cambia (Love Show) (Bonus Itunes)            | Alessandro Gaydou                                                                      | 3:14  |
| 17 | Per tutte le volte che... (Love Show) (Bonus Itunes) | Pierdavide Carone                                                                      | 3:53  |

DVD qui complète la Tour Edition : 
| N° | Titres des chansons                   | Auteurs                                        | Durée |
| -- | ------------------------------------- | ---------------------------------------------- | ----- |
| 1  | Parto da qui                          | Valerio Scanu, Mario Cianchi, Claudio Guidetti | 3:39  |
| 2  | Aria colorata                         | Luca Mattioni, Mario Cianchi                   | 4:23  |
| 3  | Non c'è più                           | Lucio Avitabile, Fabio Barnaba                 | 3:44  |
| 4  | Mio                                   | Luca Mattioni, Mario Cianchi                   | 4:00  |
| 5  | L'amore cambia                        | Alessandro Gaydou                              | 3:24  |
| 6  | Sentimento                            | Andrea del Principe, Alessandra Dini           | 4:12  |
| 7  | Libero                                | Luca Mattioni, Mario Cianchia                  | 3:14  |
| 8  | Per tutte le volte che... (Love Show) | Pierdavide Carone                              | 3:53  |
| 9  | Listen                                | Henry Krieger, Scott Cutler, Beyoncé Knowles   | 3:40  |
| 10 | Cambiare                              | Alex Baroni                                    | 3:13  |
| 11 | Always                                | Bon Jovi                                       | 5:56  |

## Classement
| Classement (2010) | Meilleure position |
| ----------------- | ------------------ |
| Italie            | 2                  |

## Musiciens du tour "Parto da qui"
Les musiciens qui ont accompagné le chanteur durant le tour "Parto da qui" qui suit la sortie de l'album:
- Gabriele Gagliardo: guitare
- Claudio Ghioni:  contrebasse
- Giorgio Bellia:  batterie
- Francesco Lazzari: piano
- Andrea D’Aguì: guitare acoustique, chœurs, claviers

## Vidéos officielles
De cet album on a tiré également deux vidéos officielles:
| N° | Vidéos officielles | Date de publication | D'autres informations |
| -- | ------------------ | ------------------- | --- |
| 1  | Mio                | 22 octobre 2010     | Mise en scène de Fabio Jansen et Andrea Basile; interprétée par Valerio Scanu |
| 2  | L'Amore cambia     | 22 janvier 2011     | Mise en scène de Paolo Marchione; Valerio Scanu chante dans une fête à la présence de beaucoup d'amis (pour l'occasion on a sélectionné les comparses parmi les fans de Valerio). |